# Tiền tệ Việt Nam thời Bắc thuộc
Tiền tệ Việt Nam thời Bắc thuộc phản ánh những vấn đề liên quan tới tiền tệ lưu thông thời Bắc thuộc trong lịch sử Việt Nam.

## Tiền tệ thời ngàn năm Bắc thuộc
Dưới thời Văn Lang, Âu Lạc và Nam Việt, Việt Nam chưa có tiền tệ. Trong đời sống kinh tế, việc tiêu dùng được thực hiện qua trao đổi sản phẩm với nhau. Đương thời tại Trung Quốc, tiền tệ đã có từ trước thời Tần Thủy Hoàng. Kết quả khảo cổ cho thấy những đồng tiền thời Xuân Thu – Chiến Quốc chỉ được tìm thấy tại lưu vực sông Hoàng Hà mà không có ở miền Nam Trung Quốc.
Những đồng tiền đầu tiên lưu hành tại Việt Nam là tiền thời Tây Hán. Tiền "bán lạng" của nhà Tây Hán vốn ra đời từ thời Tần. Khi Tần Thủy Hoàng thống nhất Trung Hoa đã thống nhất các đơn vị tiền tệ trong nước theo một hệ thống, xóa bỏ hệ thống tiền tệ cũ của 6 nước. Theo cách tính trọng lượng đương thời, mỗi thù nặng 0,646 gram, 1 lạng = 24 thù = 15,504 gram. Tiền "bán lạng" là tiền có trọng lượng bằng nửa lạng, tức là 12 thù, tương đương 7,752 gram.
Tiền bán lạng loại to nặng đúng 12 thù chỉ có vào thời Tần sang đầu thời Tây Hán. Sang thời Tây Hán, kể từ thời Lã Hậu trở đi, triều đình phương Bắc không còn đúc những đồng tiền lớn nữa. Những đồng tiền dù trên mặt vẫn ghi "bán lạng" nhưng trọng lượng thực tế bị giảm dần, từ 8 thù xuống 5 thù, thậm chí chỉ còn 4 hay 3 thù. Tiền bán lạng loại lớn 12 thù không được tìm thấy tại Việt Nam.
Sau đó nhà Tây Hán chính thức đúc những đồng tiền "ngũ thù" (trọng lượng 5 thù thay vì 12 thù như trước đây), tương đương 3,23 gram, với hai chữ "ngũ thù" đúc trên mặt đồng tiền. Với kỹ thuật thời đó chưa chính xác cao, các đồng tiền có trọng lượng dao động từ 3-4 gram. Đây là những đồng tiền đầu tiên lưu hành tại Việt Nam trong thời Bắc thuộc.
Sau đó, những chứng tích mà các nhà khảo cổ tìm được trong các di chỉ khảo cổ là tiền "Đại Truyền ngũ tập", "trị bách ngũ thù" và "hóa tuyền" của Vương Mãng, "Thế Bình", "Thái Bình" hay "Đình Bình" của Tôn Quyền trước khi xưng vương (222), tiền "ngũ thù" của nhà Tùy (581-618). Duy có đồng tiền "tứ thù" của nhà Lưu Tống (420-479) thời Nam Bắc triều thì không được giới khảo cổ tìm thấy tại Việt Nam.
Tuy tiền đã lưu hành trên lãnh thổ Việt Nam khi đó (với tên gọi Giao Chỉ) nhưng chưa được người Việt dùng thông dụng. Nhiều đồng tiền "ngũ thù" được tìm thấy nhiều trong các ngôi mộ cổ thời Hán, cùng những vật tùy thân cho người được mai táng. Do chiến tranh liên miên sau đó dưới các thời Tam Quốc, Nam Bắc triều, trọng lượng đồng tiền cũng thay đổi, có khi trên mặt đúc chữ "ngũ thù" nhưng trọng lượng thấp hơn. Tuy nhiên đa số vẫn là tiền ngũ thù có trọng lượng trung bình 3-4 gram được sử dụng thông dụng trong thời các triều đại từ Tây Hán tới thời Tùy.
Sang thời thuộc Đường, Đường Cao Tổ bãi bỏ hết những đồng tiền "ngũ thù" trước đây, đúc loại tiền "thông bảo" – đó là lần đầu tiên Trung Quốc lưu hành tiền "thông bảo". Tiền Khai Nguyên thông bảo của Đường Minh Hoàng được sử dụng khá rộng rãi trên lãnh thổ Việt Nam khi đó. Tiền không chỉ dùng chi tiêu mà còn sử dụng để đóng sưu thuế.
Về việc tiền Khai Nguyên thông bảo được đúc tại Việt Nam, các sử gia còn chưa thống nhất. Đỗ Văn Ninh và Phan Huy Lê thống nhất với quan điểm này, còn Tạ Chí Đại Trường cho rằng bằng chứng về khuôn tiền đá Nguyên Phong vốn chỉ có từ năm 1077 (thời Bắc Tống ở Trung Quốc và thời nhà Lý ở Việt Nam, sau đó 400 năm) nên có thể sau này người Việt vẫn đúc tiền Khai Nguyên dùng, nhưng bằng khuôn kỹ thuật đương thời chứ không phải của chính thời Khai Nguyên đúc.

## Thời Minh thuộc
Thời Trần, mỗi quan được tính bằng 690-700 đồng. Từ khi nhà Minh đánh chiếm nước Đại Ngu, áp dụng tỉ lệ 1 quan = 1000 đồng.
Thuế buôn, thuế đánh cá và phí thuê ruộng được tính bằng tiền đồng; những thứ thuế khác như thuế tằm, thuế ruộng tư thì thu bằng lúa gạo, tơ tằm; thuế vàng bạc ở Thái Nguyên, Nghệ An, Lạng Sơn được thu bằng trọng lượng sản vật.
Số tiền thuế thu được vào năm 1417 được Cao Hùng Trưng nêu trong sách An Nam chí nguyên như sau:
- Thuế buôn: tổng cộng 34.641 quan 477 đồng, gồm 3.902 quan 556 đồng tiền đồng (chiếm 12,4%) và 30.558 quan 921 đồng tiền giấy (88,6%)
- Tiền thuê mướn ruộng công: tổng cộng 512 quan 130 đồng tiên giấy và tiền đồng (không rõ từng loại)
- Thuế đánh cá không cung cấp được tổng số, chỉ nêu riêng lẻ từng phủ không đầy đủ:
  - Giao châu: 6.160 quan 400 đồng, gồm 4.302 quan 220 đồng tiền giấy (70%) và 1.87 quan 880 đồng tiền đồng (30%)
  - Bắc Giang: 985 quan 540 đồng, gồm 773 quan 600 đồng tiền giấy (62,2%) và 611 quan 740 đồng tiền đồng (37,8%)
  - Lạng Giang: 1.064 quan, gồm 740 quan 300 đồng tiền giấy (69,5%) và 611 quan 740 đồng tiền đồng (37,8%)
  - Tân An: 608 quan 420 đồng, gồm 303 quan 960 đồng tiền giấy (50%) và 304 quan 462 đồng tiền đồng (50%)

Trung Quốc vào thời nhà Minh sử dụng cùng lúc cả tiền kim loại và tiền giấy, trong đó tiền giấy khá được chuộng dùng. Tiền giấy nhà Minh đương thời gọi là "Đại Minh thông hành bảo sao". Tại lãnh thổ Việt Nam khi đó tiền giấy cũng lưu hành khá thông dụng.